# 見上入道

鳥取県境港市の水木しげるロードに設置されている「見上入道」のブロンズ像。

見上入道（みあげにゅうどう）とは、佐渡島（新潟県佐渡市）に伝わる妖怪。見越し入道に類するもの。

## 伝承
夜中に小坂路を登って行くと、小坊主のような姿で前方に現れ、こちらが見上げると背が高くなり、見ている人は後ろに倒れてしまうという。「見上入道、見越した」と唱え、前に打ち伏すと消えるといわれている。佐渡郡羽茂町（現・同）では、辻堂坂という場所に現れる見上入道が旅行者から食べ物や金を奪うともいわれた。
両津市歌見（現・同）では、木々が茂って昼でも暗い場所があり、そこにある見上げ岩という大岩がこの入道に化けたという。あるときに旅の行者がこれに遭い「見上入道、見越した」と唱えて杖を叩き付けたところ、入道は消え去った。その後、岩の上に地蔵を祀ったところ、入道が現れることはなくなったという。
また佐渡郡赤泊村（現・同）の伝承では、見上入道は夜の通行人を押し潰して殺していたが、あるとき誤って谷底に落ちてしまい、ある人に「もう人を襲わないこと」「この地を離れること」を条件として助けられたためにその地には現れなくなり、その谷を「入道沢」と呼ぶようになったという。
佐渡郡畑野町（現・同）では、見上入道に出遭った者が「この前に会った見上入道はもっと大きかった」などと言って挑発したところ、見上入道がどんどん大きくなり、それにつれて足が次第に細くなったので、棒で足を叩いたところ、激しい音とともに見上入道が倒れたという。